# A4 (芸能事務所)
株式会社A4（エーヨン）は、東京都新宿区にある芸能事務所。
2011年創業。俳優の内野智、黒石高大、松村良太、藤堂新二、リポーターの間宮久美子、劇作家・演出家・俳優のシライケイタなどが所属する。所属者のほとんどが元ウッドオフィス株式会社A3プロデュースからの移籍であるため、A3の次はA4との理由で社名が決まったと言われている。

## 所属タレント
- 内野智
- 黒石高大
- シライケイタ
- 藤堂新二
- 松村良太
- 間宮久美子